# Limer
Limer (fl. XXVI-XXV secolo a.C.) è stato il quinto re della città di Mari, importante snodo commerciale fra la Mesopotamia e l'Asia minore..
Il suo regno dovrebbe collocarsi fra il 2520 ed il 2490 a.C. Il suo epiteto nella lista reale è gudug (prete) (il gudung era un sacerdote generico che poteva operare in diversi templi. Il suo successore dovrebbe essere Sharrum-iter.